# Sede titolare di Miriofito
Miriofito (in latino Myriophytensis) è una sede titolare soppressa della Chiesa cattolica.

## Storia
Miriofito (in greco Μυριόφυτον?) corrisponde all'odierno villaggio di Mürefte, nel distretto di Şarköy (provincia di Tekirdağ) in Turchia, sulla costa occidentale del mar di Marmara. La località fu sede di un vescovado, associato a quello di Peristasi, documentato per la prima volta con il vescovo Gregorio nel 1032.
La Santa Sede assegnò per la prima volta il titolo Myriophytanus nel 1715, modificato in seguito in Myriophytensis. Il titolo è stato soppresso alla morte del suo ultimo titolare nel 1932.

## Cronotassi dei vescovi titolari
- Johannes Müllener, C.M. † (2 settembre 1715 - 17 dicembre 1742 deceduto)
- Johann Nikolaus (Febronius) von Hontheim † (2 dicembre 1748 - 2 settembre 1790 deceduto)
- Juan Francisco del Rosario Manfredo y Ballestas † (24 aprile 1845 - 16 aprile 1847 succeduto vescovo di Panama)
- Paolo Maria Mondìo † (15 marzo 1852 - 4 settembre 1857 deceduto)
- Emanuele (Carlo Giacinto di Sant'Elia) Valerga, O.C.D. † (24 maggio 1859 - 24 dicembre 1864 deceduto)[4]
- Bernard-Thadée Petitjean, M.E.P. † (11 maggio 1866 - 7 ottobre 1884 deceduto)
- Jean-Baptiste-Hippolyte Sarthou, C.M. † (16 gennaio 1885 - 13 aprile 1899 deceduto)
- Félix Couturier, O.P. † (9 aprile 1919 - 28 giugno 1921 nominato vescovo di Alexandria)
- Arnold Verstraelen, S.V.D. † (13 marzo 1922 - 15 marzo 1932 deceduto)